# Élections législatives de 1978 en Haute-Savoie
Les élections législatives françaises de 1978 se déroulent les 12 et 19 mars 1978. Dans le département de la Haute-Savoie, trois députés sont à élire dans le cadre de trois circonscriptions.

## Élus
| Circonscription | Député sortant | Parti | Parti | Député élu ou réélu | Parti | Parti     |
| --------------- | -------------- | ----- | ----- | ------------------- | ----- | --------- |
| 1re             | Jean Brocard   |       | RI    | Jean Brocard        |       | UDF (PR)  |
| 2e              | Georges Pianta |       | RI    | Georges Pianta      |       | UDF (PR)  |
| 3e              | Maurice Herzog |       | RPR   | Claude Birraux      |       | UDF (CDS) |

## Résultats

### Résultats à l'échelle du département
| Parti                 | Parti                              | Premier tour | Premier tour | Second tour | Second tour | Sièges |
| Parti                 | Parti                              | Voix         | %            | Voix        | %           | Sièges |
| --------------------- | ---------------------------------- | ------------ | ------------ | ----------- | ----------- | ------ |
|                       | Union pour la démocratie française | 100 093      | 44,98        | 47 504      | 59,93       | 3      |
|                       | Rassemblement pour la République   | 17 147       | 7,71         | Retrait     | Retrait     | 0      |
|                       | Divers droite                      | 752          | 0,34         |             |             | 0      |
|                       | Majorité présidentielle            | 117 992      | 53,02        | 47 504      | 59,93       | 3      |
|                       |                                    |              |              |             |             |        |
|                       | Parti socialiste                   | 46 426       | 20,86        | 31 758      | 40,07       | 0      |
|                       | Parti communiste français          | 30 556       | 13,73        |             |             | 0      |
|                       | Mouvement des radicaux de gauche   | 812          | 0,36         | 0           |             |        |
|                       | Union de la gauche                 | 77 794       | 34,96        | 31 758      | 40,07       | 0      |
|                       |                                    |              |              |             |             |        |
|                       | Divers écologiste                  | 14 276       | 6,42         |             |             | 0      |
|                       | Gaullistes d'opposition            | 5 136        | 2,31         | 0           |             |        |
|                       | Lutte ouvrière                     | 3 944        | 1,77         | 0           |             |        |
|                       | Parti socialiste unifié            | 2 196        | 0,99         | 0           |             |        |
|                       | Front national                     | 1 186        | 0,53         | 0           |             |        |
|                       |                                    |              |              |             |             |        |
| Inscrits              | Inscrits                           | 284 231      | 100,00       | 98 260      | 100,00      | 3      |
| Abstentions           | Abstentions                        | 56 863       | 20,01        | 17 761      | 18,08       |        |
| Votants               | Votants                            | 227 368      | 79,99        | 80 499      | 81,92       |        |
| Blancs et nuls        | Blancs et nuls                     | 4 844        | 2,13         | 1 237       | 1,54        |        |
| Exprimés              | Exprimés                           | 222 524      | 97,87        | 79 262      | 98,46       |        |
| Source : Data.gouv.fr |                                    |              |              |             |             |        |

### Résultats par circonscription

#### Première circonscription (Annecy)
|                | Jean Brocard sortant réélu | UDF (PR)       | 49 514  | 51,29  |  |  |  |
|                | Gilbert Antonin            | PS             | 19 746  | 20,45  |  |  |  |
|                | André Genot                | PCF            | 11 825  | 12,25  |  |  |  |
|                | P. Précias                 | Écologie 78    | 8 271   | 8,57   |  |  |  |
|                | Marcel Vialaron            | MDD            | 4 169   | 4,32   |  |  |  |
|                | Marc Barreau               | LO             | 1 539   | 1,59   |  |  |  |
|                | Michèle Sabatier           | PSU (FA)       | 1 482   | 1,54   |  |  |  |
|                |                            |                |         |        |  |  |  |
| Inscrits       | Inscrits                   | Inscrits       | 122 046 | 100,00 |  |  |  |
| Abstentions    | Abstentions                | Abstentions    | 23 767  | 19,47  |  |  |  |
| Votants        | Votants                    | Votants        | 98 279  | 80,53  |  |  |  |
| Blancs et nuls | Blancs et nuls             | Blancs et nuls | 1 733   | 1,76   |  |  |  |
| Exprimés       | Exprimés                   | Exprimés       | 96 546  | 98,24  |  |  |  |

#### Deuxième circonscription (Thonon-les-Bains)
|                | Georges Pianta sortant réélu | UDF (PR)          | 28 878 | 57     |  |  |  |
|                | Michel Debout                | PS                | 10 415 | 20,56  |  |  |  |
|                | Bernard Néplaz               | PCF               | 7 228  | 14,27  |  |  |  |
|                | Jérôme Bouvier               | Divers écologiste | 2 078  | 4,1    |  |  |  |
|                | Christine Samson             | LO                | 1 255  | 2,48   |  |  |  |
|                | Jean Ettori                  | MRG               | 812    | 1,6    |  |  |  |
|                |                              |                   |        |        |  |  |  |
| Inscrits       | Inscrits                     | Inscrits          | 63 933 | 100,00 |  |  |  |
| Abstentions    | Abstentions                  | Abstentions       | 11 965 | 18,71  |  |  |  |
| Votants        | Votants                      | Votants           | 51 968 | 81,29  |  |  |  |
| Blancs et nuls | Blancs et nuls               | Blancs et nuls    | 1 302  | 2,51   |  |  |  |
| Exprimés       | Exprimés                     | Exprimés          | 50 666 | 97,49  |  |  |  |

#### Troisième circonscription (Bonneville)
| Candidat       | Candidat                  | Parti             | Premier tour | Premier tour | Second tour | Second tour |  |
| Candidat       | Candidat                  | Parti             | Voix         | %            | Voix        | %           |  |
| -------------- | ------------------------- | ----------------- | ------------ | ------------ | ----------- | ----------- |  |
|                | Claude Birraux élu        | UDF (CDS)         | 21 701       | 28,81        | 47 504      | 59,93       |  |
|                | Maurice Herzog sortant    | RPR               | 17 147       | 22,77        | Retrait     | Retrait     |  |
|                | Robert Borrel             | PS                | 16 265       | 21,6         | 31 758      | 40,07       |  |
|                | Romain Baz                | PCF               | 11 503       | 15,27        |             |             |  |
|                | Anne-Marie Debiesse       | Divers écologiste | 3 927        | 5,21         |             |             |  |
|                | Serge Foex                | FN                | 1 186        | 1,57         |             |             |  |
|                | Michelle Rebeaux          | LO                | 1 150        | 1,53         |             |             |  |
|                | André Galland             | Divers (GO)       | 967          | 1,28         |             |             |  |
|                | Noël Bordairon            | Divers droite     | 752          | 1            |             |             |  |
|                | Marie-Jo Perrissin-Fabert | PSU               | 714          | 0,95         |             |             |  |
|                |                           |                   |              |              |             |             |  |
| Inscrits       | Inscrits                  | Inscrits          | 98 252       | 100,00       | 98 260      | 100,00      |  |
| Abstentions    | Abstentions               | Abstentions       | 21 131       | 21,51        | 17 761      | 18,08       |  |
| Votants        | Votants                   | Votants           | 77 121       | 78,49        | 80 499      | 81,92       |  |
| Blancs et nuls | Blancs et nuls            | Blancs et nuls    | 1 809        | 2,35         | 1 237       | 1,54        |  |
| Exprimés       | Exprimés                  | Exprimés          | 75 312       | 97,65        | 79 262      | 98,46       |  |